# Orjachovo (distrikt)
Orjachovo (bulgariska: Оряхово) är ett distrikt i Bulgarien.   Det ligger i kommunen Obsjtina Ljubimets och regionen Chaskovo, i den sydöstra delen av landet, 250 km öster om huvudstaden Sofia.
Trakten runt Orjachovo består till största delen av jordbruksmark. Runt Orjachovo är det ganska glesbefolkat, med 34 invånare per kvadratkilometer.